# Cantón Pangua
Cantón Pangua är en kanton i Ecuador.   Den ligger i provinsen Cotopaxi, i den centrala delen av landet, 130 km sydväst om huvudstaden Quito.